# Sprängtickgnagare
Sprängtickgnagare (Dorcatoma substriata) är en skalbaggsart som beskrevs av Arvid David Hummel 1829. Sprängtickgnagare ingår i släktet Dorcatoma, och familjen trägnagare. Enligt den svenska rödlistan är arten nära hotad i Sverige. Arten förekommer i Götaland, Svealand och Nedre Norrland. Artens livsmiljö är skogslandskap, jordbrukslandskap, stadsmiljö.